# Алерамо (маркиз Монферратский)
Алерамо (итал. Aleramo del Monferrato; умер после 967) — первый маркиз Монферрато, основатель рода Алерамичи.
Родился около 915 года. Сын графа Гульельмо I, происхождение которого не выяснено.
В 938 году упоминается с титулом графа, в 951 году — маркиза.
С 961 года сторонник императора Оттона I, от которого получил обширные владения.
Согласно легенде, Оттон I пообещал отдать Алерамо все земли, которые он сможет объехать на лошади за 3 дня. Отсюда название Монферрато — от слов mun (камень) и frà (железо, подковывать лошадь). Камни, использовавшиеся для ковки лошади, Алерамо разбрасывал в доказательство территории, которую он объехал.
Последний раз прижизненно упоминается в документе от 23 марта 967 года.
Имя и происхождение первой жены не известно. От неё дети:
- Гульельмо II (ум. до 961). Считается, что некоторое время перед смертью он был соправителем отца.
- Ансельмо (ум. 999/1014), маркиз Восточной Лигурии, основатель рода маркграфов Салуццо.
- Оддоне (ум. до 991), маркиз Монферрато.

Вторая жена (ок. 961) — Герберга Иврейская (р. 945), дочь короля Италии Беренгара II. Детей не было.